# Kårefallet
Der Kårefallet ist ein Gletscherbruch im ostantarktischen Königin-Maud-Land. In den Kraulbergen der Maudheimvidda liegt er nördlich der Dagvola.
Wissenschaftler des Norwegischen Polarinstituts benannten ihn 1970 nach Kåre M. Bratlien, Funker der Vierten Norwegischen Antarktisexpedition (1968–1969).